# Condado de Laclede
El condado de Laclede (en inglés: Laclede County), fundado en 1820, es uno de 114 condados del estado estadounidense de Misuri. En el año 2000, el condado tenía una población de 32,513 habitantes y una densidad poblacional de 20 personas por km². La sede del condado es Lebanon. El condado recibe su nombre en honor al comerciante de pieles Pierre Laclède.

## Geografía
Según la Oficina del Censo, el condado tiene un área total de 1989 km² (768 mi²), de la cual 1984 km² (766 mi²) es tierra y 6 km² (2,3 mi²) (0.28%) es agua.

### Condados adyacentes
- Condado de Camden (norte)
- Condado de Pulaski (noreste)
- Condado de Texas (sureste)
- Condado de Wright (sur)
- Condado de Webster (suroeste)
- Condado de Dallas (oeste)

## Demografía
Según la Oficina del Censo en 2000, los ingresos medios por hogar en el condado eran de $29,562, y los ingresos medios por familia eran $35,962. Los hombres tenían unos ingresos medios de $27,011 frente a los $18,283 para las mujeres. La renta per cápita para el condado era de $15,572. Alrededor del 14.30% de la población estaban por debajo del umbral de pobreza.

## Transporte

### Carreteras principales
- Interestatal 44
- U.S. Route 66 (1926-1979)
- Ruta 5
- Ruta 7
- Ruta 32
- Ruta 64

## Localidades
| - Bennett Springs - Competition - Conway | - Eldridge - Evergreen - Falcon | - Hazelgreen - Lebanon - Lynchburg | - Morgan - Phillipsburg - Richland | - Sleeper - Stoutland |  |

### Municipios
- Municipio de Auglaize
- Municipio de Eldridge
- Municipio de Franklin
- Municipio de Gasconade
- Municipio de Lebanon
- Municipio de May/Smith
- Municipio de Osage
- Municipio de Phillipsburg
- Municipio de Spring Hollow
- Municipio de Union
- Municipio de Washington